# Giovanni d'Anguissola
Giovanni d'Anguissòla (Cesena, ... – ...; fl. XIII secolo) è stato un giurista italiano.
Fu professore a Padova e scrisse, tra l'altro, Summa de sponsalibus e De protestationibus, un commento alle decretali di Papa Gregorio X.